# Mottisfont and Dunbridge
Mottisfont and Dunbridge – stacja kolejowa we wsi Dunbridge nieopodal Mottisfont w hrabstwie Hampshire na linii kolejowej Wessex Main Line. Na stacji nie zatrzymują się pociągi pośpieszne.

## Ruch pasażerski
W okresie od kwietnia 2021 do marca 2022 ze stacji skorzystało 23 726 pasażerów. Posiada bezpośrednie połączenia z Bristolem, Bath Spa, Southampton i Salisbury. Pociągi odjeżdżają ze stacji na każdej z linii w odstępach co najwyżej godzinnych w każdą stronę. 

## Obsługa pasażerów
Automat biletowy, przystanek autobusowy. Stacja dysponuje parkingiem rowerowym na 2 miejsca.